# 8703 Nakanotadao
A 8703 Nakanotadao (ideiglenes jelöléssel 1993 XP1) a Naprendszer kisbolygóövében található aszteroida. Kobajasi Takao fedezte fel 1993. december 15-én.